# KKLQ
KKLQ est une station de radio américaine diffusant ses programmes en FM (100,3 MHz) sur Los Angeles. Son format est Mainstream Urban. 